# Нови Кнежевац грофови
Грофови Нови Кнежевац су клуб америчког фудбала из Новог Кнежевца у Србији. Основани су 2006. године и своје утакмице играју на стадиону ФК Обилића у Кнежевцу. Такмиче се тренутно само у флег фудбалу.